# Verend
Verend románul: Verendin, falu Romániában, a Bánságban, Krassó-Szörény megyében.

## Fekvése
Teregovától délnyugatra fekvő település.

## Nevének eredete
Nevét a falu mellett folydogáló Verendin nevű folyócskáról, csermelyről kapta.

## Története
Verend nevét 1439-ben Albert király adományozó oklevele említette először Werenden inferior et superior in districtu Myhald, Felső-Werenden, Werenden formákban.
1540-ben Verendin, 1547-ben Pherdyn, 1585-ben Verenden, 1603-ban Verendin, 1913-ban pedig Verend néven volt említve.
Az 1430-as évek előtt a Csornai család tagjainak birtoka volt. Albert király 1439-ben Csornai Mihálynak és Balázsnak új adományt adott Alsó- és Felsőverendin, Csorna, Plugova és más birtokaira az aradi káptalan által.
1540-ben Csornai Mihály örökösei osztoztak meg rajta: Simonfy István neje Borbála vejének Dorka Mátyásnak és Katalinnak kiadta az őket megillető Verenden, Lapusnikon és más falvakban fekvő birtokrészeket.
1547-ben Izabella királyné Mihailo fiától Bogdántól elvette a Verenden és más falvakban fekvő birtokokat és azokat Fiáth Jánosnak adományozta.
Az 1607 évi összeírás szerint Verend birtokosai Eördegh Pál, Dorka Mátyás, Pökri Gábor voltak.
Az 1690-1700 közötti összeíráskor Verendin a Mehádia-Orsova kerületi falvak közt volt feltüntetve. 717-ben a településen 27 házat számoltak össze.
1774ben e település is a zsupaneki zászlóaljat alakító 35 falu közé tartozott, később pedig az oláh-bánsági határőrezred terragovai századához tartozott.
A trianoni békeszerződés előtt Krassó-Szörény vármegye Teragovai járásához tartozott.
1910-ben 2037 lakosából 2011 román volt. Ebből 2032 görög keleti ortodox volt.

## Nevezetességek
- Görög keleti fatemploma 1800-ban épült, melyet 1841-ben szilárd anyagból építettek át.

## Források

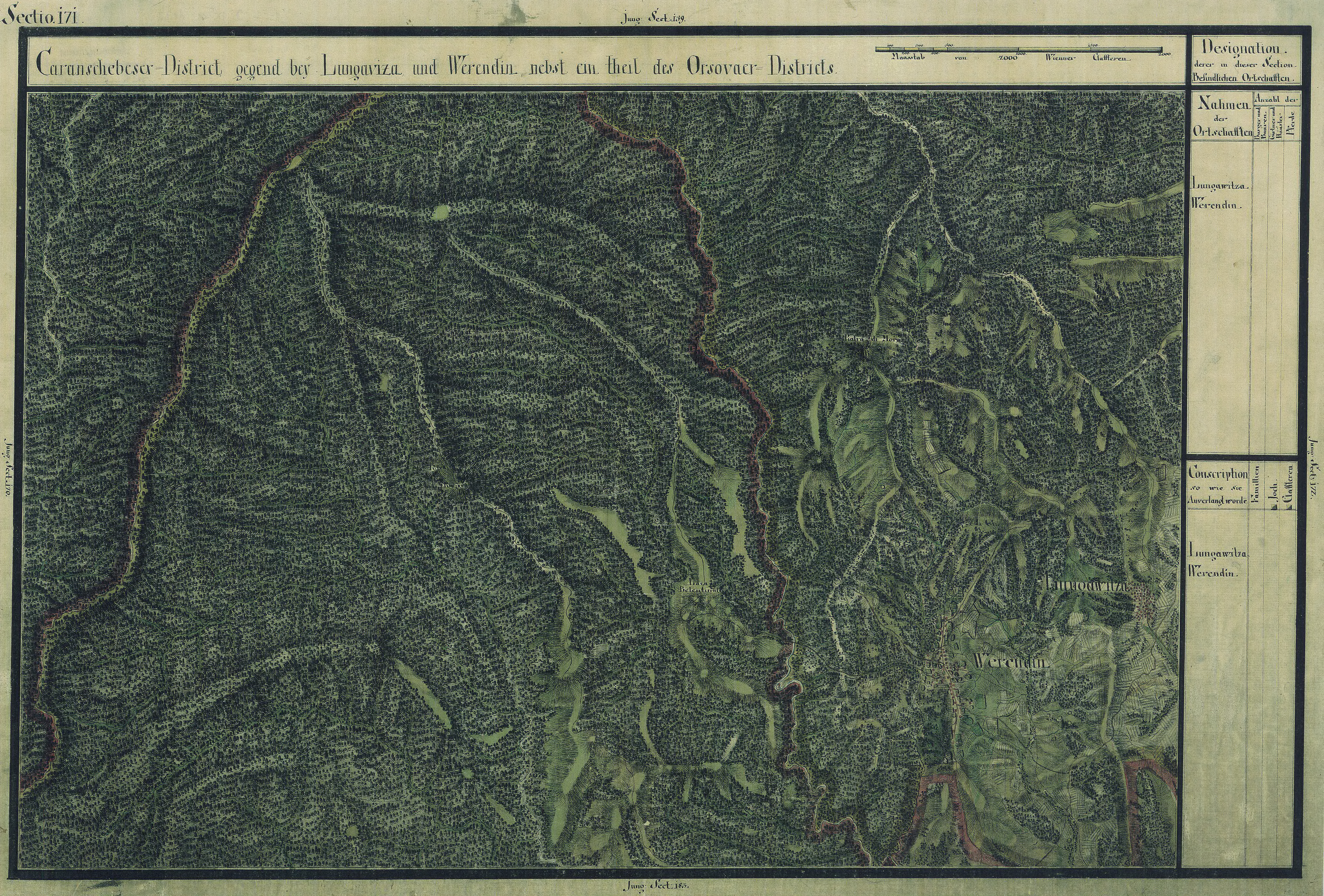
Verend egy régi térképen